# Russell Island
Russell Island (nome aborigeno: Canaipa) è la maggiore delle Southern Moreton Bay Islands, si trova a sud della baia di Moreton e a sud-est di Brisbane, lungo la costa meridionale del Queensland, in Australia. Appartiene alla Local government area della Città di Redland. Gli abitanti dell'isola, al censimento del 2011, erano 2473.
Russell Island è situata a ovest di North Stradbroke Island da cui è divisa dal Canaipa Passage. A nord il Krummel Passage la divide da Karragarra Island (la minore delle Southern Moreton Bay Islands).

## Storia
Le isole dell'area erano tradizionalmente del popolo Quandamooka. Il nome aborigeno dell'isola è Canaipa. È stata denominata Russell Island nel 1840 in onore di Lord John Russell, che era il Segretario di Stato britannico per le colonie. Nel 2015 è stato proposto al governo del Queensland di ripristinare per l'isola il nome originario di Canaipa.
I primi coloni europei arrivarono sull'isola nel 1866.